# Samastipur

Stadens och distriktets läge i Bihar.

Samastipur är en stad i den indiska delstaten Bihar, och är huvudort för ett distrikt med samma namn. Folkmängden uppgick till 62 935 invånare vid folkräkningen 2011, med förorter 73 216 invånare.